# Maria Walpole
Maria Walpole (10 tháng 7 năm 1736 – 22 tháng 8 năm 1807) là một thành viên của Vương thất Anh. Thông qua cuộc hôn nhân đầu với James Waldegrave, Bá tước Waldegrave thứ 2, Maria được gọi là Bá tước phu nhân Waldegrave. Thông qua cuộc hôn nhân với William Henry của Đại Anh, Công tước xứ Gloucester và Edinburgh năm 1766, Maria là Công tước phu nhân xứ Gloucester và Edinburgh.

## Những năm đầu đời
Maria Walpole là con gái ngoại hôn của Edward Walpole và Dorothy Clement. Ông nội của Maria là Robert Walpole, Bá tước xứ Orford, được coi là Thủ tướng đầu tiên của Vương quốc Liên hiệp Anh (1721–1741). Maria lớn lên tại Frogmore House ở Windsor, nhưng cha mẹ của Maria không kết hôn và tình trạng ngoài giá thú đã ảnh hưởng xấu đến địa vị xã hội của Maria, bất chấp gốc gác của Maria.

## Bá tước phu nhân Waldegrave

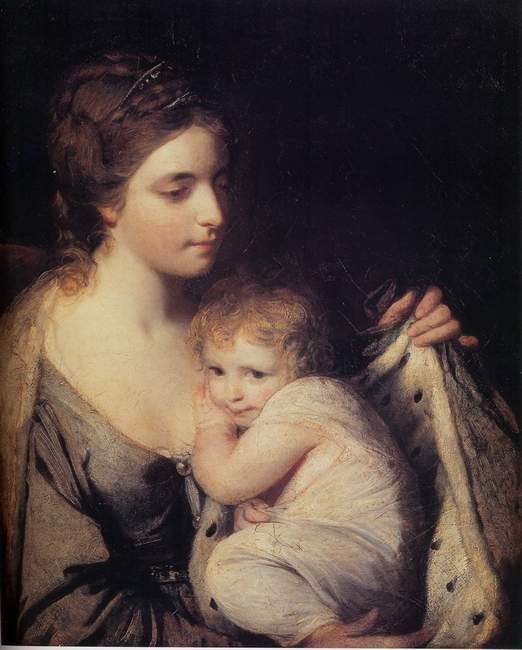
Maria và con gái Elizabeth, bởi Joshua Reynolds, 1761.

Ngày 15 tháng 5 năm 1759, Maria kết hôn với James Waldegrave, Bá tước Waldegrave thứ 2 tại ngôi nhà ở Pall Mall của cha, Ngài Edward Walpole. Buổi lễ được cử hành bởi Frederick Keppel, Giám mục Exeter tương lai, với các nhân chứng chính thức là Ngài Edward và em trai là Horace Walpole. Bá tước Waldegrave qua đời vào ngày 28 tháng 4 năm 1763. Hai vợ chồng có ba người con:
- Elizabeth Waldegrave (1760–1816), kết hôn với em họ là George Waldegrave, Bá tước Waldegrave thứ 4. Ba người con trai của hai người đều trở thành Bá tước Waldegrave và tất cả các Bá tước Waldegrave sau này đều là hậu duệ của hai người.
- Charlotte Waldegrave (1761–1808), kết hôn với George FitzRoy, Công tước thứ 4 xứ Grafton nhưng qua đời trước khi chồng trở thành Công tước. Tất cả các Công tước xứ Grafton sau này đều là hậu duệ của Charlotte và George.
- Anne Horatia Waldegrave (1762–1801) kết hôn với Hugh Seymour, con trai của Hầu tước thứ 1 xứ Hertford. Con cháu của Anna và Hugh bao gồm Charles Spencer, Bá tước Spencer thứ 6; Diana Sencer, Thân vương phi xứ Wales; Vương tử William, Thân vương xứ Wales và Vương tử Harry, Công tước xứ Sussex. Trước khi kết hôn, Anne có thể đã bí mật đính hôn với Robert Bertie, Công tước thứ 4 xứ Ancaster (1756–1779), như chú của Anne là Horace Walpole và những người khác nói rằng Anne đã để tang cho vị Công tước trẻ tuổi phóng đãng.[3][4]

Có một bức chân dung của Maria vào khoảng năm 1764–1765, ngay sau khi bà góa chồng, được vẽ bởi Joshua Reynolds, được trưng bày ở Triển lãm Nghệ thuật Công cộng Dunedin. Maria cũng ủy quyền cho Joshua Reynolds vẽ bức chân dung The Ladies Waldegrave vào năm 1780, với chủ thể là các con gái của Maria và James Waldegrave.

## Công tước phu nhân xứ Gloucester và Edinburgh

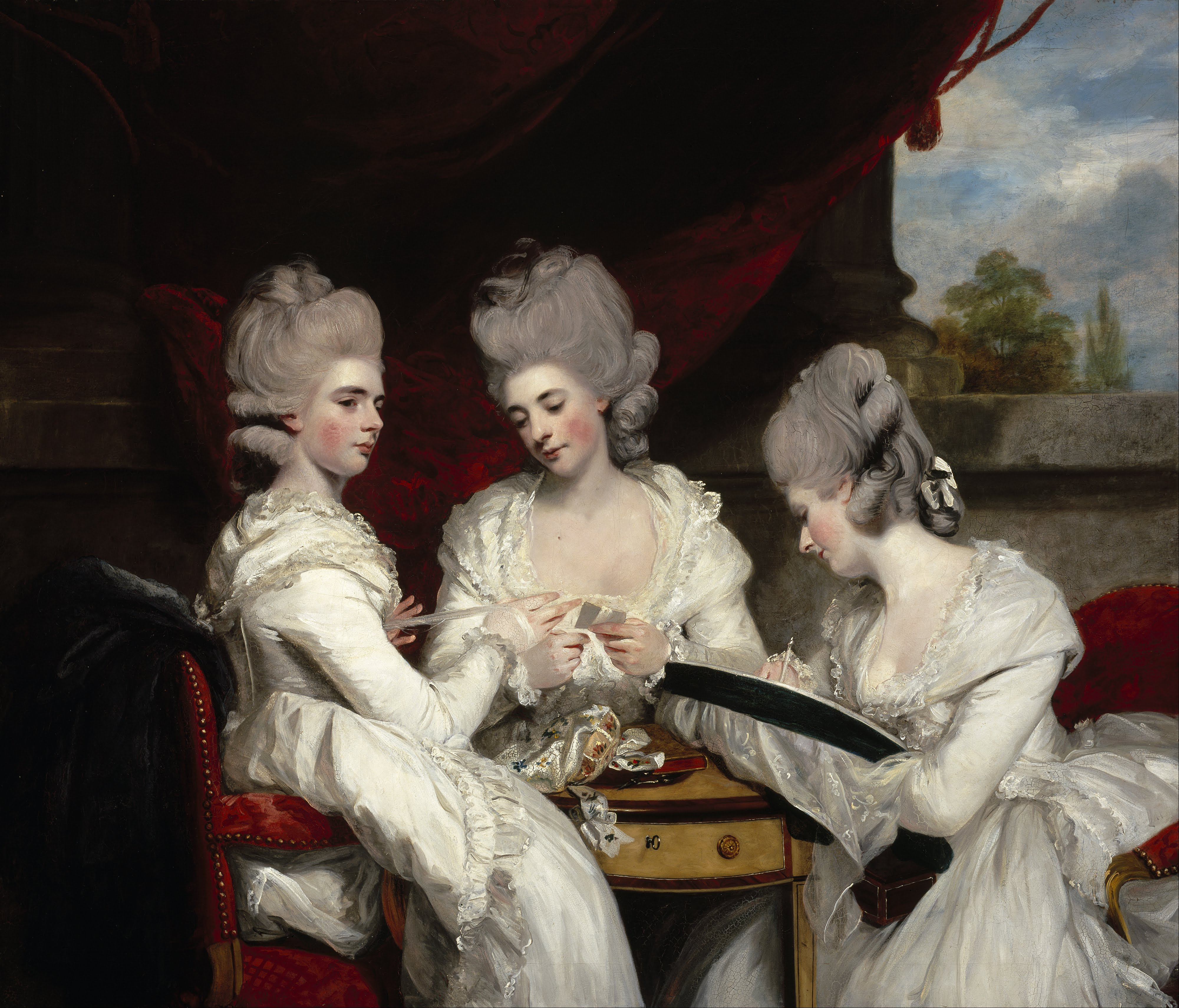
Các quý cô nhà Waldegrave (The Ladies Waldegrave) của Joshua Reynolds (Từ trái sang phải: Charlotte, Elizabeth và Anne)

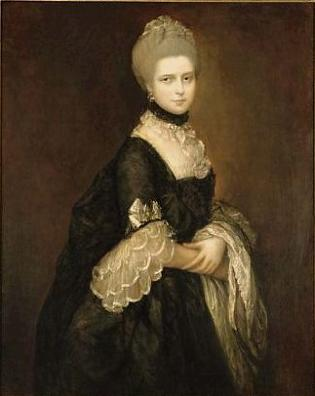
Maria (mặc tang phục), bởiThomas Gainsborough.

Ngày 6 tháng 9 năm 1766, Maria kết hôn với Vương tôn William Henry của Đại Anh, Công tước xứ Gloucester và Edinburgh, tại nhà riêng của Maria ở Pall Mall, Luân Đôn. Công tước là em trai của Quốc vương George III của Liên hiệp Anh. Cuộc hôn nhân được tiến hành bí mật vì Vương thất Anh sẽ không chấp thuận cuộc hôn nhân giữa một Vương tử và một góa phụ không thuộc dòng dõi Vương giả và là con ngoại hôn. Hai vợ chồng sống tại Đồi Thánh Leonard ở Clewer, gần Windsor và có ba người con:
- Sophia, Vương tằng tôn nữ Liên hiệp Anh (1773–1844)
- Caroline, Vương tằng tôn nữ Liên hiệp Anh (1774–1775)
- William Frederick, Công tước xứ Gloucester và Edinburgh (1776–1834)

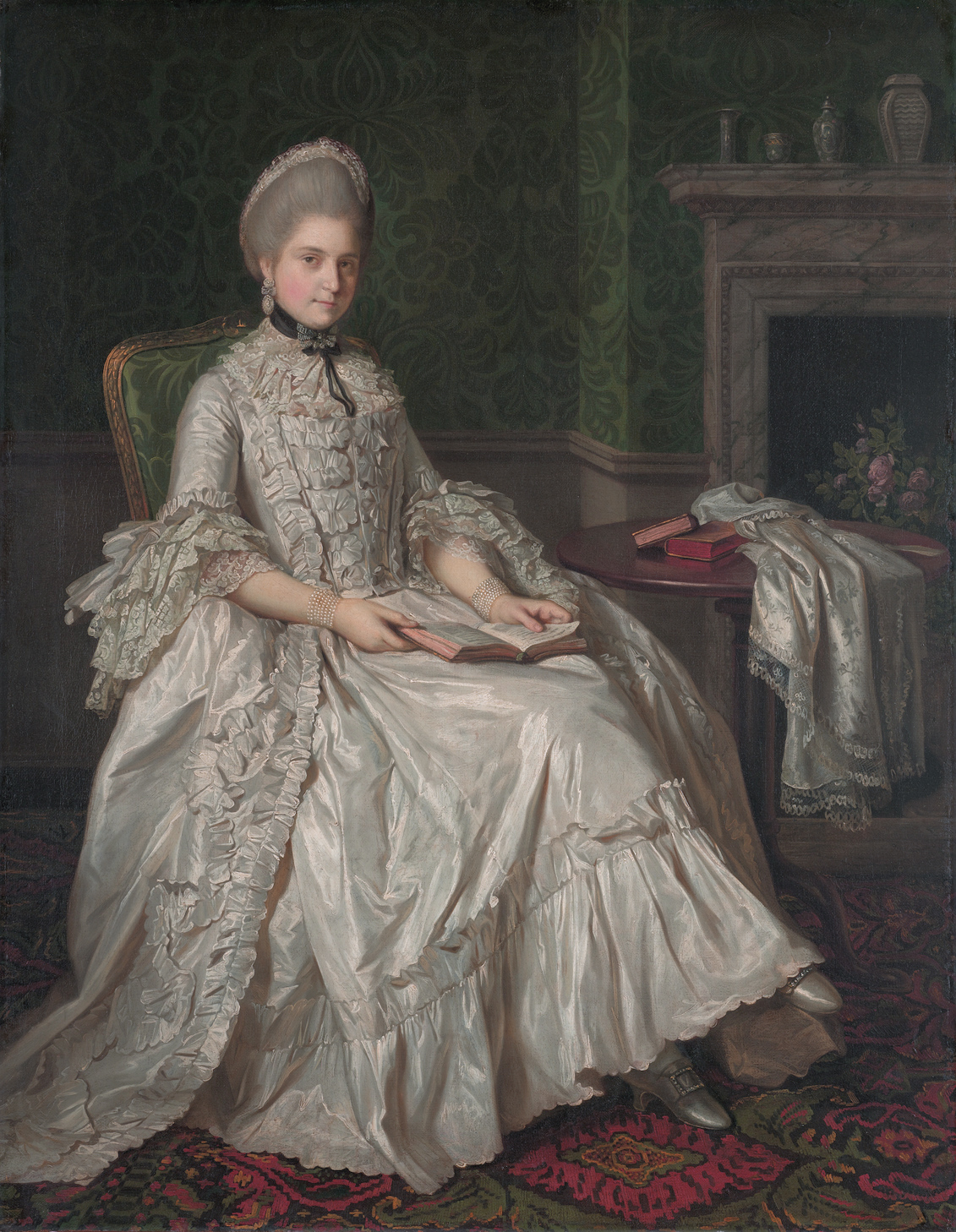
Công tước phu nhân xứ Gloucester và Edinburgh, bởi Nathaniel Dance Holland.

Cuộc hôn nhân với một thường dân của một người em trai khác của William Henry là Vương tôn Henry của Đại Anh, Công tước xứ Cumberland, đã dẫn đến việc thông qua Đạo luật Hôn nhân Vương thất năm 1772, yêu cầu tất cả hậu duệ của George II phải được sự chấp thuận của quân chủ để được kết hôn. Chỉ đến tháng 9 năm 1772, năm tháng sau khi Đạo luật được thông qua, Quốc vương George III mới biết về cuộc hôn nhân của William với Maria. Vì các điều khoản của Đạo luật không thể được áp dụng với các trường hợp trước khi Đạo luật được thông qua nên cuộc hôn nhân của Maria và William được coi là hợp pháp. Tuy nhiên, do sự tức giận của George III đối với cuộc hôn nhân, Maria không bao giờ được tiếp đón tại triều đình.
Caroline qua đời khi chỉ được 9 tháng tuổi, sau khi được tiêm phòng bệnh đậu mùa nhằm phòng tránh căn bệnh.